# Megapodius freycinet
El telégalo de Freycinet (Megapodius freycinet) es una especie de ave galliforme de la familia Megapodiidae.

## Características
Es una ave de tamaño mediano, midiendo unos 41 cm, su plumaje es de color negru<co, presentando una cola corta. Su cara está desprovista de plumaje y sus patas son de color marrón oscuro. Su pico es amarillo oscuro. Es terrestre y vive en bosques, pantanos y manglares de las islas Molucas y las islas Raja Ampat, en Indonesia.

## Taxonomía
Su nombre científico hace referencia al explorador francés Louis de Freycinet.
La mayoría de las especies del género Megapodius han sido catalogadas en algún momento como subespecies de M. freycinet, aunque esta postura es considerada errónea por la mayoría de biólogos. Así algunas autoridades científicas consideran aún al Megapodius geelvinkianus como su subespecie.[cita requerida]
Por el contrario, el Megapodius forstenii, considerado tradicionalmente como otra especie, probablemente pertenezca en realidad a la misma especie que M. freycinet.

## Subespecies
Son reconcidas las siguientes subespecies:
- Megapodius freycinet freycinet Gaimard, 1823
- Megapodius freycinet oustaleti C. S. Roselaar, 1994
- Megapodius freycinet quoyii G. R. Gray, 1862